# Linzi (köping i Kina, Hunan)
Linzi (kinesiska: 临资, 临资镇) är en köping i Kina. Den ligger i provinsen Hunan, i den södra delen av landet, omkring 60 kilometer nordväst om provinshuvudstaden Changsha.
Genomsnittlig årsnederbörd är 1 683 millimeter. Den regnigaste månaden är maj, med i genomsnitt 292 mm nederbörd, och den torraste är december, med 45 mm nederbörd.